# Ip (Sălaj)
Ip (in ungherese Ipp) è un comune della Romania di 3 847 abitanti, ubicato nel distretto di Sălaj, nella regione storica della Transilvania.
Il comune è formato dall'unione di 5 villaggi: Cosniciu de Jos, Cosniciu de Sus, Ip, Zăuan, Zăuan-Băi.
Il 14 settembre 1940 ebbe luogo il cosiddetto massacro di Ip: nelle prime ore del mattino l'esercito ungherese, con l'aiuto di alcuni vigilantes locali, catturò e uccise 158 civili romeni. Nel 1990 venne eretto a Ip un monumento in memoria delle vittime e l'esercito romeno produsse un film per la televisione.